# Клисе ла Помере
Клисе ла Помере (фр. Clussais-la-Pommeraie) насеље је и општина у западној Француској у региону Поату-Шарант, у департману Де Севр која припада префектури Ниор.
По подацима из 2011. године у општини је живело 597 становника, а густина насељености је износила 19,24 становника/km². Општина се простире на површини од 31,03 km². Налази се на средњој надморској висини од 130 метара (максималној 166 m, а минималној 127 m).

## Демографија
| 1962. | 1968. | 1975. | 1982. | 1990. | 1999. | 2011. |
| ----- | ----- | ----- | ----- | ----- | ----- | ----- |
| 758   | 815   | 724   | 652   | 664   | 637   | 597   |

График промене броја становника у току последњих година